# 14566 Hokuleʻa
14566 Hokuleʻa (1998 MY7) là một tiểu hành tinh vành đai chính.